# Jose Joao Pereira
Jose Joao Pereira (ur. 9 października 1981) – timorski piłkarz grający na pozycji pomocnika, pięciokrotny reprezentant Timoru Wschodniego, grający w reprezentacji od 2003 roku.

## Kariera klubowa
Pereira karierę klubową rozpoczął w 2004 roku w rodzimym klubie FC Porto Taibesi. W 2005 roku przeniósł się do klubu FC Zebra, w którym to grał do 2009 roku. Od 2010 roku związany jest z timorskim klubem Dili Leste.

## Kariera reprezentacyjna
Jose Joao Pereira gra w reprezentacji od 2003 roku; rozegrał w reprezentacji 8 oficjalnych spotkań, w których strzelił jednego gola dla reprezentacji.